# Ropalopus eleonorae
Ropalopus eleonorae är en skalbaggsart som beskrevs av Gianfranco Sama och Rapuzzi 2002. Ropalopus eleonorae ingår i släktet Ropalopus och familjen långhorningar. Inga underarter finns listade i Catalogue of Life.